# Antonio Marozzi
Antonio Luigi Pasquale Marozzi (Potenza, 6 gennaio 1869 – Roma, 6 ottobre 1940) è stato un agronomo e politico italiano.